# Sass Rigais
Sass Rigais – szczyt w północno-zachodnich Dolomitach, w Tyrolu Południowym w północnych Włoszech.
Był to pierwszy trzytysięcznik zdobyty przez Reinholda Messnera, który zdobył go mając 5 lat. 